# Scream Awards 2010
La cerimonia della 5ª edizione degli Scream Award ha avuto luogo sabato 16 ottobre 2010 al Greek Theater di Los Angeles.

## The Ultimate Scream
- Inception
- Alice in Wonderland
- Avatar
- District 9
- Iron Man 2
- Kick-Ass
- Lost
- True Blood
- The Twilight Saga: Eclipse
- Benvenuti a Zombieland (Zombieland)

## Best Horror Movie
- Benvenuti a Zombieland (Zombieland)
- La città verrà distrutta all'alba (The Crazies)
- Nightmare (A Nightmare on Elm Street)
- Paranormal Activity
- Shutter Island
- Bakjwi

## Best Science Fiction Movie
- Inception
- Avatar
- District 9
- Iron Man 2
- Predators
- The Road

## Best Fantasy Film
- The Twilight Saga: Eclipse
- Alice in Wonderland
- Parnassus - L'uomo che voleva ingannare il diavolo (The Imaginarium of Doctor Parnassus)
- Kick-Ass
- Toy Story 3 - La grande fuga (Toy Story 3)
- Nel paese delle creature selvagge (Where the Wild Things Are)

## Best TV Show
- True Blood
- Dexter
- Doctor Who
- Lost
- V

## Best Director
- James Cameron – Avatar
- Neill Blomkamp – District 9
- Tim Burton – Alice in Wonderland
- Roland Emmerich – 2012
- Christopher Nolan – Inception
- Martin Scorsese – Shutter Island

## Best Scream-Play
- Shutter Island – Laeta Kalogridis
- District 9 – Neill Blomkamp e Terri Tatchell
- Inception – Christopher Nolan
- Kick-Ass – Matthew Vaughn e Jane Goldman
- Toy Story 3 - La grande fuga – Michael Arndt
- Benvenuti a Zombieland - Paul Wernick e Rhett Reese

## Best Horror Actress
- Anna Paquin – True Blood
- Julie Benz – Dexter
- Emily Blunt – Wolfman (The Wolfman)
- Charlotte Gainsbourg – Antichrist
- Milla Jovovich – Il quarto tipo (The Fourth Kind)
- Emma Stone – Benvenuti a Zombieland (Zombieland)

## Best Horror Actor
- Alexander Skarsgård - True Blood
- Leonardo DiCaprio – Shutter Island
- Michael C. Hall – Dexter
- Woody Harrelson – Benvenuti a Zombieland (Zombieland)
- Stephen Moyer - True Blood
- Timothy Olyphant – La città verrà distrutta all'alba (The Crazies)

## Best Fantasy Actress
- Kristen Stewart – The Twilight Saga: Eclipse
- Cate Blanchett – Robin Hood
- Lily Cole – Parnassus - L'uomo che voleva ingannare il diavolo (The Imaginarium of Doctor Parnassus)
- Chloë Moretz – Kick-Ass
- Saoirse Ronan – Amabili resti (The Lovely Bones)
- Mia Wasikowska – Alice in Wonderland

## Best Fantasy Actor
- Robert Pattinson – The Twilight Saga: Eclipse
- Nicolas Cage – Kick-Ass
- Johnny Depp – Alice in Wonderland
- Tom Hanks – Toy Story 3 - La grande fuga (Toy Story 3)
- Aaron Johnson – Kick-Ass
- Taylor Lautner – The Twilight Saga: Eclipse

## Best Science Fiction Actress
- Scarlett Johansson - Iron Man 2
- Mila Kunis – Codice Genesi (The Book of Eli)
- Evangeline Lilly – Lost
- Ellen Page – Inception
- Gwyneth Paltrow – Iron Man 2
- Zoe Saldana – Avatar

## Best Science Fiction Actor
- Leonardo DiCaprio – Inception
- Sharlto Copley – District 9
- Robert Downey Jr. – Iron Man 2
- Matthew Fox – Lost
- Josh Holloway – Lost
- Denzel Washington – Codice Genesi (The Book of Eli)

## Best Supporting Actress
- Anne Hathaway – Alice in Wonderland
- Abigail Breslin – Benvenuti a Zombieland (Zombieland)
- Jennifer Carpenter – Dexter
- Marion Cotillard – Inception
- Yunjin Kim – Lost
- Sigourney Weaver – Avatar

## Best Supporting Actor
- Joseph Gordon-Levitt - Inception
- Don Cheadle – Iron Man 2
- Ben Kingsley – Shutter Island
- Christopher Mintz-Plasse – Kick-Ass
- Mark Ruffalo – Shutter Island
- Sam Trammell – True Blood

## Breakout Performance-Female
- Chloë Moretz – Kick-Ass
- Deborah Ann Woll – True Blood
- Gemma Arterton – Prince of Persia - Le sabbie del tempo (Prince of Persia: The Sands of Time)
- Morena Baccarin – V
- Lyndsy Fonseca – Kick-Ass
- Mia Wasikowska – Alice in Wonderland

## Breakout Performance-Male
- Tom Hardy – Inception
- Xavier Samuel – The Twilight Saga: Eclipse
- Sharlto Copley – District 9
- Andrew Garfield – Parnassus - L'uomo che voleva ingannare il diavolo (The Imaginarium of Doctor Parnassus)
- Aaron Johnson – Kick-Ass
- Kodi Smit-McPhee – The Road

## Best Cameo
- Bill Murray – Benvenuti a Zombieland (Zombieland)
- Bubo il Gufo meccanico – Scontro tra titani (Clash of the Titans)
- Michael Caine – Inception
- Rosario Dawson – Percy Jackson e gli dei dell'Olimpo: Il ladro di fulmini (Percy Jackson & the Olympians: The Lightning Thief)
- Stan Lee – Iron Man 2

## Best Ensemble
- Benvenuti a Zombieland (Zombieland)
- Inception
- Iron Man 2
- Kick-Ass
- Lost
- True Blood

## Best F/X
- Avatar
- 2012
- District 9
- Inception
- Iron Man 2
- Benvenuti a Zombieland (Zombieland)

## Best Television Performance
- Matthew Fox - Lost
- Michael C. Hall - Dexter
- Zachary Quinto - Heroes
- Alexander Skarsgård - True Blood
- Anna Torv - Fringe

## Best Villain
- Mickey Rourke – Iron Man 2
- Jackie Earle Haley – Nightmare (A Nightmare on Elm Street)
- Stephen Lang – Avatar
- Dieter Laser – The Human Centipede (First Sequence)
- John Lithgow – Dexter
- Terry O'Quinn – Lost

## Best Superhero
- Robert Downey Jr. – Iron Man 2
- Nicolas Cage – Kick-Ass
- Aaron Johnson – Kick-Ass
- Chloë Moretz – Kick-Ass
- Zachary Quinto – Heroes
- Tom Welling - Smallville

## Most Memorable Mutilation
- The Human Centipede (First Sequence) - Trasformazione chirurgica
- Saw VI - Trappola degli aghi
- Saw VI - Trappola della libbra di carne
- Bastardi senza gloria (Inglourious Basterds) - Scalpo con il coltello da caccia
- True Blood - Strappare il cuore dal petto di una persona e cucinarlo come un soufflé
- Survival of the Dead - L'isola dei sopravvissuti (Survival of the Dead) - Sparo in bocca ad uno zombie

## Fight-to-the-Death Scene of the Year
- Inception - Combattimento all'hotel in assenza di gravità
- The Losers - Aisha contro Clay
- Kick-Ass - Hit Girl contro gli spacciatori di droga
- Iron Man 2 - Battaglia finale: Iron Man e Rhodey contro Ivan Vanko e i droni
- Avatar - Battaglia finale
- Scontro tra titani (Clash of the Titans) - Perseo contro Medusa

## Holy Sh!t! Scene of the Year
- True Blood - Testa girata di 180 gradi durante una scena di sesso
- Kick-Ass - Damon MaCready spara alla figlioletta Mindy nel petto
- 2012 - Distruzione di Los Angeles
- Splice - Scena di sesso tra Dren e Clive
- Inception - Treno merci attraversa le strade della città
- Inception - Parigi si piega su se stessa

## 3-D Top Three
- Avatar
- Alice in Wonderland
- Toy Story 3 - La grande fuga

## Best Comic Book Movie
- Kick-Ass
- Iron Man 2
- The Losers

## Best Comic Book Artist
- Frank Quitely - Batman and Robin, Batman
- Charlie Adlard - The Walking Dead
- Darwyn Cooke - Parker: The Hunter
- Fabio Moon - Sugarshock, BPRD: 1947
- Jill Thompson - Beasts of Burden
- JH Williams III - Detective Comics, Batwoman: Elegy

## Best Comic Book or Graphic Novel
- The Walking Dead
- Asterios Polyp
- La notte più profonda (Blackest Night)
- The Boys
- Crew
- Parker: The Hunter
- Scalped

## Best Comic Book Writer
- Geoff Johns - La notte più profonda, Nel giorno più splendente, Flash, Lanterna Verde
- Jason Aaron - Scalped, Wolverine: Weapon X
- Darwyn Cooke - Parker: The Hunter
- Garth Ennis - The Boys, Battlefields, Crossed
- Robert Kirkman - The Walking Dead, Invincible, The Astounding Wolf-Man
- Mike Mignola - BPRD: 1947, Hellboy in Mexico, Witchfinder: In the Service of Angels

## Altri premi
- Most Anticipated Movie - Lanterna Verde (Green Lantern)
- Best Worst Movie - Piranha 3D
- Best Heroine (onorario) - Sigourney Weaver
- The 2010 Comic-Con Icon (onorario) - Ray Bradbury
- Best Independent Movie - Dread